# THE BORDER
『THE BORDER』（ザ・ボーダー）は、矢沢永吉のベスト・アルバムとシングル。

## アルバム

### 解説
1984年2月15日に発売された、ワーナー・パイオニア移籍後初のベスト・アルバム。発売日はフィルムコンサートツアー「I am a Model」の最中だった。
収録曲「THE BORDER」は、本作告知フライヤーは“未発表曲”と記されているが、レコード帯では“新曲”と記述されている。
本作は当初、世界発売第3弾のオリジナル・アルバムとして制作されていたが、急遽方針が転換され、新曲1曲のみのベスト・アルバムになる。その背景には、共同制作者のボビー・ラカインド（ドゥービー・ブラザーズ）に対する矢沢の不信感があったとされ、矢沢は「ボビーはアンフェアだった」コメントを残している。

### 収録曲
1. THE BORDER
  - 作詞・作曲：Bobby Lakind & Michael McDonald

後に16thシングルとしてシングルカット（後述）
レコードでは「作詞：Bobby Lakind、作曲：Michael McDonald」とクレジットが誤表記されていた（後にCD化された際には修正）
2. DON'T COME TOO CLOSE
  - 作詞・作曲：Bobby Lakind & Paul Barrere

アルバム『YAZAWA』収録
3. LOVE THAT WAS LOST
  - 作詞：Bobby Lakind & Paul Barrere　作曲：矢沢永吉

9thシングル。アルバム『YAZAWA』収録
4. ROCKIN' MY HEART
  - 作詞・作曲：John McFee

13thシングル。アルバム『YAZAWA It's Just Rock'n Roll』収録
5. IT'S JUST ROCK'N ROLL
  - 作詞・作曲：Bobby LaKind & Mark Jordan

アルバム『YAZAWA It's Just Rock'n Roll』収録
6. THIS IS A SONG FOR COCA-COLA
  - 作詞：島崎政樹　作曲：矢沢永吉

7thシングル。アルバム初収録
7. YES MY LOVE
  - 作詞：ちあき哲也　作曲：矢沢永吉

11thシングル。アルバム『P.M.9』収録
8. WITHOUT YOU
  - 作詞：ちあき哲也　作曲：矢沢永吉

アルバム『P.M.9』収録
9. YOU
  - 作詞：ちあき哲也　作曲：矢沢永吉

10thシングル。アルバム『RISING SUN』収録
10. ミスティ
  - 作詞：ちあき哲也　補作詞・作曲：矢沢永吉

14thシングル。アルバム『I am a Model』収録
11. LAST CHRISTMAS EVE
  - 作詞：矢沢ファミリー　作曲：矢沢永吉

15thシングル。アルバム初収録

## シングル

### 解説
1984年3月10日発売の16枚目のシングル。
ベスト・アルバム『THE BORDER EIKICHI YAZAWA THE BEST SELECTION』からのシングルカット。

### 収録曲
1. THE BORDER
  - 作詞・作曲：Bobby Lakind & Michael McDonald

ジョニー・ウォーカー赤ラベルCMソング
シングル盤のみ歌詞対訳を掲載
2. I SAID I LOVE YOU
  - 作詞：Keith Knudsen／作曲：矢沢永吉

アルバム未収録曲（後にベスト・アルバム『THE ORIGINAL』に収録）